# المؤتمر الدولي للنساء العاملات 1919
المؤتمر الدولي للنساء العاملات منظمة تشكلت من قبل عاملات من جميع أنحاء العالم عام 1919.
كانت خطة المنظمة تبادل المخاوف حول قضايا عمالة الإناث في المؤتمر السنوي الأول لمنظمة العمل الدولية الأول لعام 1919. نجحت في وضع وثيقة أحكام قدمتها لمنظمة العمل الدولية، وأثّرت في عملية صنع القرار في لجنة توظيف النساء التابعة لمنظمة العمل الدولية.

## الخلفية
كان العالم يواجه بداية عصر جديد خلال الفترة الممتدة بين القرنين الثامن عشر والتاسع عشر، وهو العصر الصناعي.
تحولت أساليب العمل من اليدوية إلى أساليب وعمليات تصنيع جديدة. زادت هذه التقنيات والآلات الجديدة فرص العمل ضمن المصانع والمنشآت الحديثة.
شهد الجميع في مختلف أنحاء العالم زيادة في توافر الوظائف لجميع الأعمار؛ الرجال، النساء، والأطفال.
مع زيادة عدد الأشخاص الذين يعملون لدى أصحاب المعامل والمنشآت الكبيرة، أدركوا جميعًا أن ظروف العمل سيئة. اتحد جميع العمال معًا لمواجهة هذه القضايا من انخفاض الأجور وظروف العمل غير الشاقة الغير المتحمّلة. هدفت الحركة العمالية إلى إيجاد مصالح مشتركة بين أفراد الطبقة العاملة، خاصةً للنساء.
واجهت النساء صعوبة التوفيق بين الأعمال المترتبة عليهن بصفتهن ربات منازل، ومواجهة عدم المساوة والظروف القاسية في أماكن العمل. تم تصنيف النساء «الجنس الأضعف» في كل مكان، واعتبارهن غير قادرات على أداء العمل الذي يمكن للرجال القيام به؛ فكانت النساء أول من يتم فصله، مع كون عملهن المنزلي عثرة تقييدهن عن تعلم تقنيات جديدة في مكان العمل. تعارضت الثورة الصناعية مع أساليب الحياة التقليدية واضطرت النساء إلى إيجاد وسائلهن الخاصة من أجل النجاة الاقتصادي مع الحفاظ على حياتهن الأسرية.
بدأت نساء في الولايات المتحدة، وانكلترا، وفرنسا، ودول أوروبية أخرى في تشكيل منظمات والكفاح من أجل حقوق المرأة.
حاولت النساء إنشاء روابط خارج الحدود الوطنية. تم تشكل المجلس الدولي للنساء عام 1888، لطرح قضايا المساواة، والتعليم العالي للمرأة على الصعيد الدولي، وفرص العمل، والتركيز على حق المرأة في التصويت. تم إنشاء روابط ومنظمات عمالية نسائية في جميع أنحاء العالم.
أخذت اتحادات العمال بالنمو في فرنسا وألمانيا وبلجيكا والولايات المتحدة والعديد من الدول الأخرى خلال الحرب العالمية الأولى. في نهاية الحرب، أرسلت هذه النقابات ممثلين إلى المؤتمرات الدولية لسماع مخاوفهم والتقدم نحو المساواة في عالم النساء العاملات.

## تشكيل المؤتمر
شهد عام 1919 بداية مؤتمر باريس للسلام وإنشاء معاهدة فرساي. وشملت مداولات المعاهدة مناقشة حول إنشاء الأمم المتحدة، وكذلك وكالة الأمم المتحدة لمنظمة العمل الدولية (ILO). تحملت الأخيرة معالجة قضايا العمل، ووضع معايير العمل الدولية، وتعزيز السلام خلال العدالة الاجتماعية.
حول عمال العالم أنظارهم نحو منظمة العمل الدولية ومؤتمر باريس للسلام. رأت مارجريت درييه روبينز، رئيسة المنظمة العمالية الأمريكية «الرابطة النسائية النقابية» (WTUL)، ان هذا التجمع الدولي يشكل فرصةً لإعلان عصر جديد للنساء اللواتي أثبت دولياً أهمية عملهن لإنتاج الغذاء والذخائر والسلع المصنعة طوال الحرب العالمية الأولى. فشجعت المنظمة النساء حول العالم على التجمع في المؤتمر لإسماع صوتهن ومخاوفهن المتعلقة بظروف العمل. ذهبت كل من روز شنايدرمان وماري أندرسون، وهما عضوتان قياديتان في الرابطة، إلى فرنسا للتحدث مع منظمة العمل الدولية حديثة النشأة. أحضرتا معهما وثيقة تتضمن معايير العمل التي صاغتها لجنة الرابطة النسائية النقابية لإعادة الإعمار الاجتماعي والصناعي. تضمنت الوثيقة معايير متعددة منها «الأجر المتساوي مقابل العمل المتساوي»، وتحديد حد أقصى للعمل بثماني ساعات في اليوم، وأربع وأربعين ساعة أسبوعياً، وحظر العمل الليلي للنساء، والأجور الاجتماعية للأمومة، والشيخوخة، والبطالة. لم تتمكنا شنايدرمان وأندرسون من تقديم وثيقة الرابطة النسائية النقابية إلى المؤتمر، لكن التقيتا بمارجريت بوندفيلد البريطانية، والعديد من القيادات النسائية العاملة من جميع أنحاء العالم. ووافقت القائدات العاملات على إنشاء مؤتمر دولي للنساء العاملات للتحضير لمؤتمر منظمة العمل الدولية المقبل الذي سينعقد في تشرين الأول في العاصمة واشنطن. تمت عاجلاً دعوة مندوبين وحث النساء من النقابات العمالية المعترف بها دولياً على حضور المؤتمر الدولي للمرأة العاملة. تم إنشاء المؤتمر الدولي للمرأة العاملة وتحديد الاجتماع في منتصف تشرين الأول لوضع مبادئ توجيهية خاصة بالمنظمة من شأنها حماية النساء العاملات على الصعيد الدولي، ومناقشتها.

## أهداف وإنجازات المؤتمر الدولي للمرأة العاملة 1919
شارك في المؤتمر النسائي الدولي ثمانية وعشرون مندوبًا من الأرجنتين وبلجيكا وكندا وتشيكوسلوفاكيا وفرنسا وبريطانيا العظمى والهند وإيطاليا والنرويج وبولندا والسويد. كما شاركت نساء من كوبا والدنمرك واليابان وهولندا وصربيا وإسبانيا وسويسرا أيضًا في صنع القرار. عموما، حضر أكثر من مائتي امرأة المؤتمر. مارغريت درييه روبينز من الرابطة النسائية النقابية ترأست المؤتمر الدولي للمرأة العاملة عام 1919 وخططت لوضع مسودة قرارات لإرسالها إلى المؤتمر السنوي الأول لمنظمة العمل الدولية.
بعد عشرة أيام، أنهى مندوبو المؤتمر الدولي للمرأة العاملة عدة قرارات تدور حول معايير العمل. وأكملوا وثيقة تحتوي على عشرة أحكام لتقديمها إلى منظمة العمل الدولية خلال مؤتمرها السنوي الأول في واشنطن العاصمة. تضمن المؤتمر مطلبًا في وثيقته برفع عدد مندوبي منظمة العمل الدولية من كل دولة من أربعة إلى ستة وأن تكون اثنان منهن نساءً. بالإضافة إلى ذلك، كان المؤتمر الدولي للمرأة العاملة مسؤولة عن إنشاء منظمة أبدية، هي الاتحاد الدولي للنساء العاملات.
حثت المندوبية التشيكوسلوفاكية ماري ماجيروفا زملائها المندوبين على النظر إلى المسؤوليات المنزلية للمرأة كجزء من فترة الثماني ساعات، ذلك أن العمل المنزلي على بشكل كبير على أكتاف المرأة وأن ذلك يؤثر سلبًا على النساء في جميع أنحاء العالم. للأسف لم يول المندوبون أهمية لهذا، ولم يتوسعوا في مناقشة الأعمال المنزلية. بدلًا منها، ركزت روبنز المناقشة المتعلقة بالساعات الثمانية حول العمل المنزلي ذات الطابع الزراعي والصناعي. في نهاية الأمر، اتفقت نساء المؤتمر على مدة الثماني ساعات في اليوم وأربع وأربعين ساعة لجميع العمال.
اختلفت آراء مندوبي الدول حول قدرة المرأة بين التوفيق بين العمل المأجور، مدى اضطرارها لذلك.
بعد المناقشات والحوارات، قام المؤتمر الدولي للمرأة العاملة بإنشاء وثيقة تم تقديمها في مؤتمر العمل الدولي. وقد تضمنت الوثيقة ما يلي: ثمانية أيام في اليوم وأربعة وأربعين ساعة لجميع العمال، وفرض قيود على عمالة الأطفال، واستحقاقات الأمومة، وحظر العمل الليلي لكل من الرجال والنساء وفي الظروف الخطرة، سياسات جديدة للعاطلين عن العمل والمهاجرين، «توزيع متساو للمواد الخام الموجودة في العالم»، ووضع حد للحصار الروسي، وإنشاء مكتب دائم للمؤتمر الدولي للمرأة العاملة مع مكتبه في الولايات المتحدة.

## لجنة تشغيل النساء
كانت لجنة تشغيل المرأة، إحدى لجان منظمة العمل الدولية، مسؤولة عن اتفاقيتين: اتفاقية حماية الأمومة واتفاقية تدور حول العمل الليلي للمرأة. تأثرت كلتا الاتفاقيتين إلى حد كبير بمقترحات المؤتمر الدولي للمرأة العاملة. غطت اتفاقية حماية الأمومة مجموعة متنوعة من الأحكام التي تنظم مزايا الأمومة في المنشآت الصناعية والتجارية. شاركت كل من جان بوفييه ومارغريت بونفيلد وماري ماكارثر وكونستانس سميث في المؤتمر الدولي للمرأة العاملة، وتم تعيينهم كمندوبين في لجنة توظيف النساء خلال مؤتمر منظمة العمل الدولية. وثّقت اتفاقية حماية الأمومة الاتفاقات والقرارات المتعلقة بحماية العاملات، وشكلت وثيقة مؤلفة من اثنتي عشرة مادة. وجاء في الوثيقة: تحصل النساء على إجازة أمومة مدتها ستة أسابيع بعد ولادة طفلهما، وعلى استحقاقات تكفي لحاجاتها الصحية الكاملة ولطفلها، منح المرأة حماية وظيفية، يحق لها حضور مجاني من قبل طبيب أو قابلة معتمدة، وبمجرد عودتها إلى العمل، ستحصل على استراحة لمدة نصف ساعة لإرضاع طفلها المولود حديثًا. الدول التي صدقت على الاتفاقية ستوافق على أحكامها وتضعها في تشريعات دولها. كانت نساء المؤتمر الدولي للمرأة العاملة مؤثرات في القرارات المتخذة حول اتفاقية حماية الأمومة لمنظمة العمل الدولية.
خلال المؤتمر الثاني الذي تناول العمل الليلي للمرأة، عبرت نساء من المؤتمر الدولي للمرأة العاملة عن آرائهن. عبرت بيتسي كيلسبيرج، من النرويج، عن رأيها بأن القوانين الخاصة الموضوعة لحماية المرأة مهينة للمرأة.وأوضحت أنها ستعمل من أجل القضاء التدريجي على العمل الليلي للنساء وكذلك الرجال. تمنع الأحكام النهائية لاتفاقية العمل الليلي تشغيل النساء بعد الساعة 10 مساءً أو قبل الساعة 5 صباحًا، ولكنها لم تمد هذا الحكم ليشمل العمال الذكور.

## الاتحاد الدولي لنقابات العمال بعد عام 1919
تناول المؤتمر الدولي الثاني للمرأة العاملة، المنعقد في عام 1921 في جنيف، عضوية الاتحاد الدولي للمرأة العاملة في المنظمة الأبدية للمؤتمر الدولي للمرأة العاملة.
في فيينا عام 1923 انعقد المؤتمر الدولي الثالث للمرأة العاملة. ناقش هذا المؤتمر التحديات المتعلقة بالحركة العمالية الدولية التي كانت موجهة إلى حد كبير من الذكور المهيمنين عليها.
قرر مندوبو المؤتمر الدولي للمرأة العاملة الثالث ضمجها مع الاتحاد الدولي لنقابات العمال، والذي أدى إلى حل الاتحاد.